# 霍格華茲：勇氣·磨難與危險嗜好
《霍格華茲：勇氣·磨難與危險嗜好》（英語：Short Stories from Hogwarts of Heroism, Hardship and Dangerous Hobbies）是英國作家J·K·羅琳撰寫的短篇故事，《哈利波特》系列小說的番外篇。2016年9月6日在Pottermore網站以電子書形式發布，亦被翻譯為包括法文在內的幾種語言。

## 內容
本書共有四章，內容著墨於霍格華茲魔法與巫術學院的教師，敘述了麥米奈娃、雷木思·路平、西碧·崔老妮和西納華·焦壺四人的故事。

## 反響
由於本書和另外兩部付費電子書《霍格華茲不完全不靠譜指南》和《霍格華茲：力量·政治与惡作劇幽靈》其中部分內容都與此前羅琳在Pottermore網站發布的文章重複，因此一度引起部分書迷的不滿。